# 海格力斯之柱

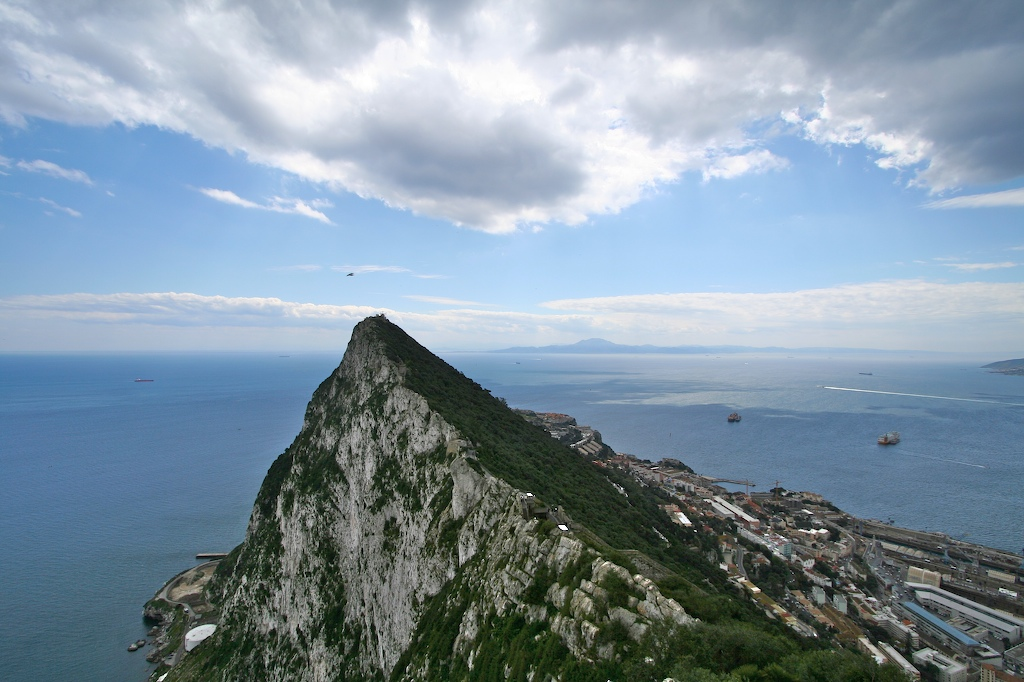
海格力斯之柱，前景為直布羅陀，背景在北非

海格力斯之柱是在西方經典中，形容直布羅陀海峽兩岸邊聳立海岬的短語。一般認為，北面一柱是位於英屬直布羅陀境內的直布羅陀巨巖，而南面一柱則在北非，但確切是哪座山峰一直沒有一致說法。但大部分人認同的，一說是位在休達的雅科山（Monte Hacho），另外一說位於摩洛哥境內的摩西山（‎）。

## 名稱緣起

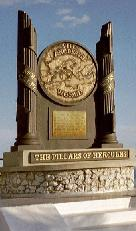
直布羅陀的海格力斯之柱紀念碑
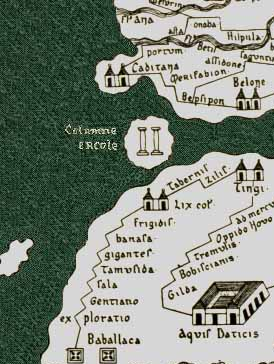
《普丁格地圖》複製本上顯示的海格力斯之柱(Columne Ercole)

根據伊特鲁里亚人和古羅馬人記錄的古希臘神話，海格力斯必須完成12項英雄伟绩。其中一項，就是到西方牵回巨人革律翁的牛群，帶回給欧瑞斯修斯王。這個功績成為了海格力斯出行當中，走到最西的一次。而根據斯特拉波憶述的一篇品达已經散佚的詩文，則是對海格力斯之柱最早的文獻記載：｢那些被品達稱為『加的斯之門』的支柱，就是他聲稱海格力斯出行旅程的最西點｣ 而根據柏拉圖的記載，沉沒的大陸亞特蘭提斯，就位於海格力斯之柱之外的大西洋上。
而根據一些古羅馬的資料，海格力斯在前往赫斯珀里得斯的島上，摘取金蘋果前，要跨越阿特拉斯山脈。但海格力斯為便宜行事，用自己的特異能力，把阿特拉斯山脈一分為二，開鑿了直布羅陀海峽，打通了地中海和大西洋。而今日被稱為｢海格力斯之柱｣的三座山峰，都可以算是上述山脈的殘餘，而且附近一些地名也和這個傳說有關。但根據西西里的狄奧多羅斯的說法海格力斯並非開鑿了直布羅陀海峽，而是收窄了，以阻擋大西洋的水怪進入地中海。

## 作為紋章上的象徵

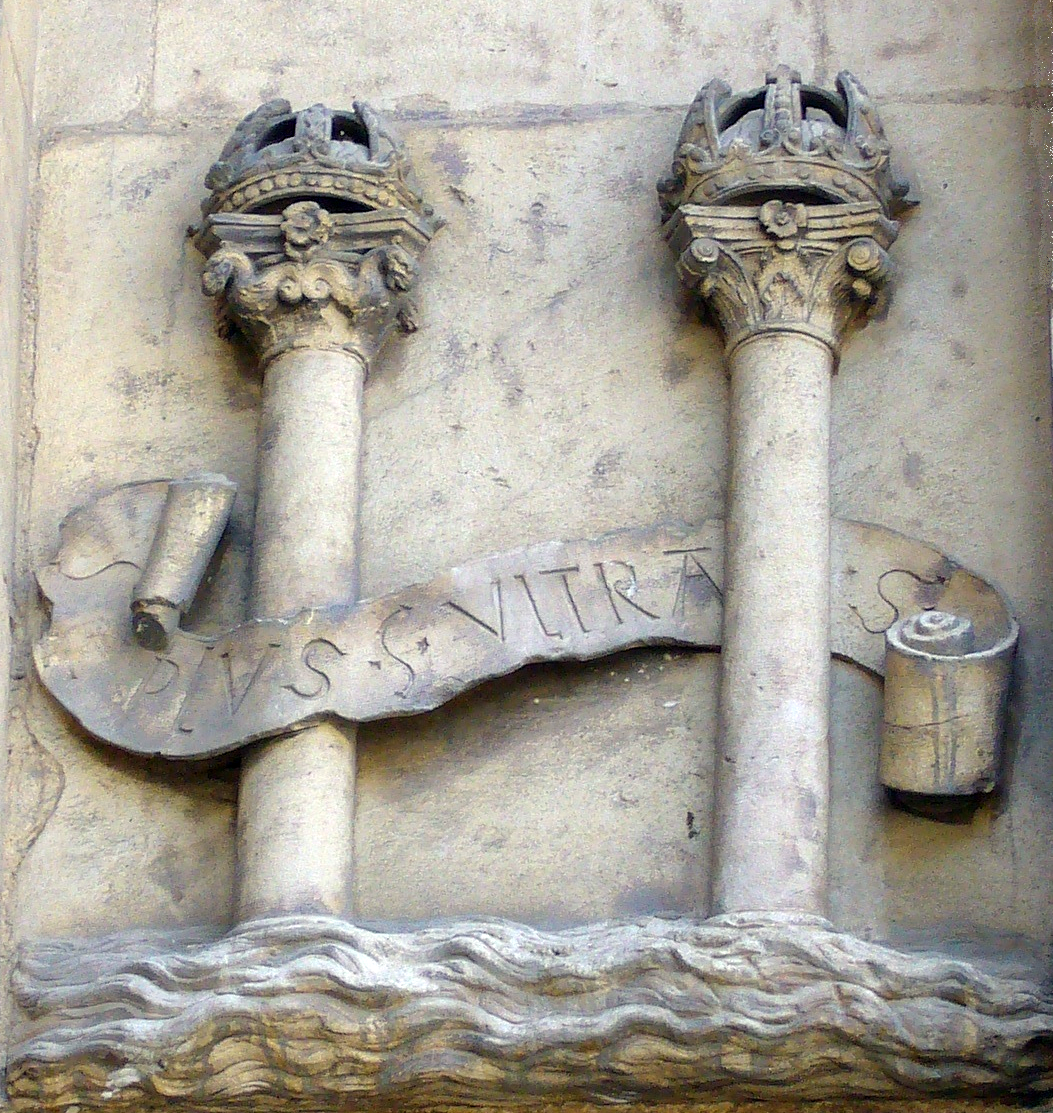
刻在塞維利亞市政廳上的查理五世的個人徽章上的海格力斯之柱
西班牙國徽上的海格力斯之柱

海格力斯之柱也出現在西班牙國徽上，作為主盾兩側的護徽（supporters）。而這個護徽則是源於兼任西班牙國王的神聖羅馬皇帝查理五世的皇家私人徽章。而在西班牙這一系列的徽章上，作為護徽海格力斯之柱上，還會纏繞綬帶，寫有拉丁文的銘言｢｣ ，意為｢走得更遠｣，暗示了西班牙視海格力斯之柱為通向新世界之門，而非地中海的門戶，暗示了西班牙當時在海外還有大片殖民地。而根據歷史學家考證，這句銘文來自海格力斯之柱樹立之時，刻在上面的警告銘文，意為｢此處之外，再無一物｣，表示海格力斯之柱就是已知世界的盡頭。而據傳是查理五世少年時身邊的博士，建議他把刪去，作為自己的座右銘，刻在自己的紋章上。

## 與腓尼基人的關係

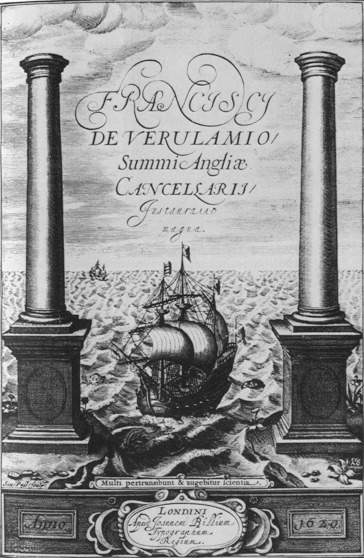
弗兰西斯·培根1620年著作《大復興》封面上的海格力斯之柱

隨著腓尼基的商船隊駛出海格力斯之柱，他們陸陸續續在加的斯以外，在今日摩洛哥海岸，陸續發現一些毛里塔利亞人的殖民地。而他們在大西洋海岸建立自己的據點，先是利索斯（Lixus），繼而切拉（Chellah），還有摩加多（Mogador）

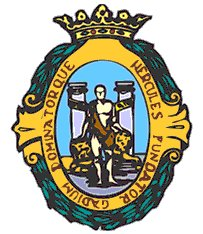
加的斯市徽

據斯特拉波所記載，在加的斯島的東岸附近，是泰爾人崇拜海格力斯得最西方的神殿的所在。而事實上在古希臘神話中，海格力斯被視為腓尼基人和迦太基人守護神，麥勒卡特（Melqart）的化身。斯特拉波亦有記載，不少到訪過該神殿並祭拜海格力斯的人，都聲稱殿內兩條八腕尺高的銅柱，是真正的海格力斯之柱。但斯特拉波認為這些說法是騙人的，因為這些銅柱上並無講述有關海格力斯的事，反而敘說了腓尼基出資興建了這個神殿。

## 在但丁的《神曲》中
但丁在《神曲·煉獄》第二十六篇中指出，奥德修斯在年老時再次出海時，被冒牌智囊所陷害，駛到了海格力斯之柱以外的領域。奧德修斯為求得知人類未知地域的知識，終令他的船員陷入危險的境地。在海洋上航行5個月後，奧德修斯看見了炼狱的山峰，但煉獄吹來的旋風導致他們的船沉沒。但憑著他們的力量和智慧，還有奔赴煉獄的決心，他們所有人都活著抵達煉獄。

## 大力士比賽
世界大力士比賽（World's Strongest Man）的其中一個項目是海格力斯之柱，參賽者站在兩根柱子之間，雙手各拉住一根重160公斤的柱子，使其不會傾倒，以維持時間越久者獲勝。

## 備註
1. ↑  
  - 拉丁語：
  - 古希臘語：，羅馬化：Hērákleiai Stêlai
  - 阿拉伯语：‎，羅馬化：Aʿmidat Hiraql
  - 西班牙語：